# 106. peruť (Izrael)
106. peruť (hebrejsky טייסת 106‎) Izraelského vojenského letectva, také známá jako Hrot oštěpu (hebrejsky טייסת חוד החנית‎), vznikla 13. června 1948 jako transportní jednotka. V jejím vybavení původně byly různé typy transportních letadel, jako C-46 Commando, Lockheed Constellation a C-54 Skymaster. Operovala pod krycím označením fiktivních aerolinek Lineas Aereas de Panama. Podílela se na operaci Balak, ale v červnu 1949 byla rozpuštěna a její letadla předána společnosti Arkia.
Obnovena byla až v červnu 1982 kdy se zúčastnila libanonské války. Po válce v Libanonu bylo peruti mezi roky 1982 a 1985 přiznáno pět vzdušných vítězství.
Během války v Zálivu se zúčastnila hlídkování které mělo předejít možným útokům Iráckého letectva.
V současné době operuje s letouny F-15 B/C/D ze základny Tel Nof.